# 公正世界仮説
公正世界仮説（こうせいせかいかせつ、英: just-world hypothesis）または公正世界誤謬（こうせいせかいごびゅう、英: just-world fallacy）とは、人間の行いに対して公正な結果が返ってくるものである、と考える認知バイアス、もしくは思い込みである。また、この世界は公正世界である、という信念を公正世界信念（belief in a just world）という。公正世界仮説は社会心理学者によって広く研究されてきており、メルビン・J・ラーナーが1960年代初頭に行った研究が嚆矢とされる。以来、様々な状況下や文化圏における、公正世界仮説に基づく行動予測の検証が行われ、それによって公正世界信念の理論的な理解の明確化と拡張が行なわれてきた。

## 概要
「公正世界」であるこの世界においては、全ての正義は最終的には報われ、全ての罪は最終的には罰せられる、と考える。言い換えると、公正世界仮説を信じる者は、起こった出来事が、公正・不公正のバランスを復元しようとする大宇宙の力が働いた「結果」であると考え、またこれから起こることもそうであることを期待する傾向がある。この信念は一般的に大宇宙の正義、運命、摂理、因果、均衡、秩序、などが存在するという考えを暗に含む。公正世界信念の保持者は、「こんなことをすれば罰が当たる」「正義は勝つ」など公正世界仮説に基づいて未来が予測できる、あるいは「努力すれば（自分は）報われる」「信じる者（自分）は救われる」など未来を自らコントロールできると考え、未来に対してポジティブなイメージを持つ。一方、公正世界信念の保持者が「自らの公正世界信念に反して、一見何の罪もない人々が苦しむ」という不合理な現実に出会った場合、「現実は非情である」とは考えず、自らの公正世界信念に即して現実を合理的に解釈して「実は犠牲者本人に何らかの苦しむだけの理由があるのだ」という結論に達する非形式的誤謬をおこし、「暴漢に襲われたのは夜中に出歩いていた自分が悪い」「我欲に天罰が下った」「ハンセン病に罹患するのは宿業を負ったものが輪廻転生したからだ」「カーストが低いのは前世でカルマが悪かったからだ」など、加害者や天災よりも被害者や犠牲者の「罪」を非難する犠牲者非難をしがちである。例えば「自業自得」「因果応報」「人を呪わば穴二つ」「自分で蒔いた種」など、あらゆる宗教にも日本のことわざにもこの公正世界仮説が反映された言葉がある。
近年行われた研究では、被害者非難を通じた公正世界仮説の信念を維持することは、短期的な小額報酬を無視して長期的な高額報酬を選好することと関連し、長期的な目標の維持を可能にしている。また、公正世界仮説を信じている人は、生活満足度と幸福度が高まり、抑うつ的な感情が減少している。公正世界仮説が維持されることで、世界は安定と秩序ある環境であるという認識がもたらされ、心理的なバランスや長期目標、幸福感を維持する基盤となっているという指摘もある。そして公正世界信念と利他行動の間には正の相関関係があるとされ、ボランティアや身体障害者に対して積極的な援助行動や貧困者の映像を先行刺激として与えた場合、その人の寄付額が多いことも報告されている。実際に2013年に発表されたメタ分析によると、公正世界仮説はビッグファイブ性格特性の神経症的傾向と負に関連し、外向性と協調性と正に関連していることがわかっている。
なお、公正な世界としての「この世界」を定義する用語である「公正世界」とは反対に、邪悪な世界としての「この世界」を定義する用語は「Mean world」（意地悪な世界）と言う。また、公正か邪悪かはともかく、「この世界」が取り得るすべての世界（「可能世界（possible world）」）の中で最も善い世界のことを「最善世界（Best of all possible worlds）」と言い、ゴットフリート・ライプニッツによると現実の「この世界」自身が「最善世界」だという。
しかし、公正世界仮説は上記の犠牲者非難のほか、「努力至上主義」に流れやすく無駄な努力に人生を浪費させてしまうこと、また世界は公正ではないという現実を認められず、その結果として社会や組織を逆恨みするテロリズムを誘発すると批判される。

## 誕生
これまで多くの哲学者や社会理論家が、公正世界仮説が信仰されている事例を観測したり論考したりしてきたが、社会心理学の分野で公正世界仮説に最初に注目した学者はメルビン・J・ラーナーである。

### メルビン・J・ラーナー
ラーナーは自らの研究をスタンレー・ミルグラムによる服従実験の延長線上に位置づけ、ネガティブな方面での社交的・社会的な相互作用に関する社会心理学的な研究としての文脈で、公正世界信念と公正世界仮説に関する研究を行おうとした。彼は民衆に恐怖と苦しみを与える政体がどうやって民衆の支持を維持しているか、そして悲劇と苦しみを生むだけの社会的規範と法律を民衆はどうやって受け入れているか、という疑問に対する答えを見出した。
ラーナーの研究は、犠牲者が受けている苦痛に関して犠牲者を非難する第三者を何度も目撃したことに影響されている。彼は心理学者としての臨床研修の間に、一緒に働いていたある医療従事者による精神障害者の治療を観察した。彼は心の優しい、教育を受けた人であったことをラーナーは知っていたが、にもかかわらず、病気のことでしばしば患者を軽蔑した。ラーナーはまた、自分の学生が、明らかに構造的暴力の犠牲者であるところの貧困者を蔑む言葉を聞いた時の驚きを記している。また、報酬に関する実験で、二人の被験者のうちランダムに選ばれたどちらか一人が仕事の報酬を受け取るという実験をした時、報酬を受け取る方はどちらかランダムに選ばれることを事前に通知しているにもかかわらず、報酬を受け取った被験者は、実験者が自分のことをもう一人の被験者よりも好意的に評価してくれていると考えた。認知的不協和など、これまでに存在した社会心理学の理論ではこれらの現象を説明できなかった。これらの現象の原因となったプロセス（こんにちでは「公正世界信念」と呼ばれている）を理解したいと思ったラーナーは、彼の最初の実験を行うに至った。

## 初期の実験
1966年に、ラーナーと彼の同僚は、虐待への第三者の応答を調べるために、ミルグラム実験と同じく電気ショックを使用した一連の実験を開始した。これらの最初の実験はカンザス大学で行われ、72人の女性被験者は、共同被験者（実はサクラ）が様々な条件下で電気ショックを受ける様子を見せられた。当初、被験者が苦しむ様子を目の当たりにした被験者は動揺した。しかし、第三者である自分が何も介入することができないまま、共同被験者が電気ショックで苦痛を受けるのを見続ける状態がしばらく続くと、被験者は電気ショックの犠牲者であるところの共同被験者を蔑むようになった。共同被験者の苦痛が大きいほど、軽蔑の度合いは大きかった。しかし、共同被験者が後で苦痛分の報酬を受け取ると聞かされたときは、被験者は被害者を軽蔑することは無かった。この実験結果は、ラーナーらと共同研究者らによるその後の実験でも反復され、他の研究者でも同様の結果が出た。

## 理論
これらの実験結果を説明するために、ラーナーは、公正世界信念が人々の間に普遍的に存在することを理論化した。公正世界においては、人間の「行為」や「状態」が、それにふさわしい結果をもたらし、なおかつその結果が予測可能である。これらの「行為」や「状態」とは、基本的には個人の振る舞いや属性を指す。特定の「結果」に対応する具体的な「状態」は、社会的な規範やイデオロギーによって決定される。ラーナーは、公正世界信念の実利的な側面として、結果や未来が予測可能な方法で、人が世界に影響力を行使することが出来ると言う点を示した。この信念は、「世界」が人の「行為」を「考慮する」という、ある種の「契約」として機能する。この公正世界信念が存在することによって、人は将来設計と、効果的な目標駆動型の行動を行うことが可能になる。ラーナーは、彼の実験結果と理論を論文「The Belief in a Just World: A Fundamental Delusion」として1980年に著した。
ラーナーは、公正世界信念の保持が、人々自身の幸福のために極めて重要であるという仮説を立てた。しかし、人々が明白な原因も無しに苦しむなど、我々は世界が公正でない証拠に毎日直面している。ラーナーは、そのような公正世界信念への脅威を排除するための戦略を人々が使用することを説明する。これらの戦略は、合理的なものと非合理的なものがある。合理的な戦略としては、世界が不公正であるという現実を受け入れる、不公正を防止したり不公正な状態に対する補償を提供しようと努める、世界に対する人間個人の限界を受け入れる、などが含まれる。非合理的な戦略としては、不公正な出来事に直面した時に目の前の現実を否定する、そのような出来事との接触を断つ、現実を再解釈する、などが含まれる。
不公正な出来事を、公正世界信念に適合するように作り変える再解釈の方法がいくつかある。一つは、結果や原因を再解釈したり、犠牲者の人格を再解釈することである。例えば、罪のない人々が苦しんでいるという不公正な現実を再解釈して、実は彼らは苦しむに値するだけのことをしたのだとする。具体的には、第三者が、犠牲者の格好や行為に基づいて、犠牲となったことに関して犠牲者を非難する。公正世界信念に関する多くの心理学的研究は、犠牲者非難や犠牲者の名誉棄損と言った、これらの負の社会現象にも焦点を当てている。
公正世界信念に関する副次的な効果として、公正世界信念を持っている人は弱気になりにくい性格である。と言うのも、彼らは自分の行いに対してネガティブな結果が返ってくるという考えが無いからである。これは自己奉仕バイアスにも関連してくる。
多くの研究者は、公正世界信念を原因帰属理論の一例として解釈する。犠牲者非難の文脈においては、虐待の原因は虐待が発生した状況よりも、虐待を受けた個人の方に帰属する。このように、公正世界信念の帰結は、原因帰属の特定のパターンに関連があるか、あるいはそういった観点から説明することができるだろう。

## 実験結果に対する代替仮説

### 正しい判断
犠牲者非難に関して異なる説明を提起した他の研究者もいた。その中には非難という行動は被害者の性格に対する正しい判断に基いているとする説もあった。特にラーナーの最初の研究において、参加者にとっては理由なく電気ショックを与えられることを受け入れるような者の品位を疑うことは筋が通っているとする仮説を主張する者もいた。
この仮説への反論は、後のラーナーの研究において、人格非難は被験者が本当に苦しんでいるとき（苦痛を与えることを受け入れはしたが積極的な態度を見せなかった場合）にしか起きなかったことを示すことにより試みられた。

### 罪悪感の軽減
公正世界仮説の研究初期のころに行われた、犠牲者非難に対しての別の説明は、被験者が自身の罪悪感を軽減するために被害者を非難するのだ、というものだった。被験者はその状況または実験に参加していることで道徳的な責任感や罪悪感を、被害者の苦痛に対して感じるのかもしれない。そこでその罪悪感を軽減するために被害者を貶めるのではないか、とした。
ラーナーと共同研究者たちはこの解釈を支持する十分な証拠はない、とした。そして彼らは実験の過程に関与していない被験者、つまり被害者に罪悪感を感じる理由がない被験者であっても被害者への非難が起きた、という研究の存在を示した。

### 不快感の軽減
あるいは、犠牲者非難やその他の戦略は、苦痛を見た後の不快感を軽減する方法にすぎないかもしれない。このことは、公正な世界への信頼を回復することではなく、共感によって引き起こされる不快感を軽減することが第一の動機であることを意味する。研究によれば、犠牲者非難がその後の援助活動を抑制することはなく、犠牲者に共感することが責任を問う際に大きな役割を果たすことが示されている。エルビン・スターブによれば、公正な世界への信念を回復させることが第一の動機であるならば、犠牲者の価値を下げることはより少ない補償につながるはずである。その代わり、補償が価値を下げる前であろうと後であろうと、補償額に実質的な違いはない。精神病質者はまた、公正世界仮説を維持する戦略の欠如にも関連しており、おそらくそれは情動反応の低下や共感の欠如に起因する。

## 信念に関する追加の証拠
ラーナーの最初の研究の後、他の研究者は、個人が犠牲になる他の状況でこれらの知見の再現を試みた。1970年代に始まり今日まで続いているこの研究は、交通事故のような偶発的な災難の被害者、またレイプやドメスティック・バイオレンス、病気、貧困の犠牲者に対して観察者がどのように反応するかが調査された。一般的に観察者は、無実の犠牲者の苦しみを見ると、犠牲者をその人自身の苦しみのせいにしたり軽蔑したりする傾向があることを研究者は発見した。観察者は、犠牲者の性格に関する意識を変えることで、公正な世界の信頼を維持している。
1970年初頭、社会心理学者のジック・ルービンとレティシア・アン・ペプラウは、公正世界仮説をどれほど信じているかに関して計測する方法を開発した。この尺度と1975年に発表された改訂された尺度は、まさに公正世界仮説の個人差の研究を可能にした。公正世界仮説に関するその後の研究の多くは、これらの測定尺度を用いている。

### 暴力
研究者たちは、レイプやその他の暴力の被害者に対する観察者の反応を調べた。リンダ・カーリと同僚によるレイプと公正世界仮説に関する実験で、研究者たちは2つの被験者グループに男女間の相互作用に関する物語を与えた。対話の描写は結末まで同じものを使用している。1つのグループには中立的な結末の物語が与えられ、もう1つのグループには男性が女性をレイプしたという結末の物語が与えられた。観察者はレイプの結末を避けられないものと判断し、物語の中の女性をレイプの原因として彼女の行動に基づいて非難したが、彼女の特徴に基づいたものではなかった。これらの所見は、レイプ・エンドであれ「ハッピーエンド」（結婚の提案）であれ、繰り返し再現されている。
他の研究者も、虐待されたパートナーの判断について同様の現象を発見している。ある研究によると、性的暴行の被害者である女性に対する非難のレッテルは、関係の親密さとともに増加することがわかった。観察者は、男性が知人を襲った暴力に関して最も重大な場合にのみ、加害者を非難した。

### いじめ
研究者たちはいじめを理解するために、まさに公正世界仮説を採用した。公正世界仮説に関する他の研究を考慮すると、観察者はいじめの被害者を軽蔑し非難することが予想されるが、反対に、公正世界仮説をより強く信じている人ほどいじめに反対する態度が強いことがわかった。他の研究者たちは、公正世界仮説を強く信じている人は、いじめ行為との関連は低いことを発見した(しかし、被害者をかばったり、被害者になったりすることとは無関係であった)。この発見は、公正世界仮説は行動を支配する「契約」として機能するというラーナーの理解と一致している。公正世界仮説を信じることは、一般の人々に示されているように、学校環境における子どもや青少年の幸福を守ることであるという根拠もある。

### 病気
他の研究者は、病気はその人自身のせいであると人が判断していることを発見した。ある実験では、さまざまな病気にかかっている人は、健康な人よりも魅力の尺度で軽蔑されることが示された。健常者と比較して、消化不良、肺炎、胃癌にかかった人に対して犠牲者非難が認められた。さらに、がん患者を除いて、より重篤な疾患に罹患している患者では、犠牲者非難がより高いことがわかった。公正世界仮説の信頼が高まることは、エイズ被害者の権利低下と相関関係があることもわかっている。

### 貧困
最近では、研究者たちは、公正世界仮説を通して、人々が貧困にどのように反応するかを調査した。公正世界仮説を強く信じている人は貧しい人々を責めることに関連しており、公正世界仮説をあまり信じていない人は、貧しい人々の状況は世界経済システム、戦争、搾取などの外部要因によるものだとしている。

### 自分が犠牲者になった時
公正世界信念を持つ人々自身が犠牲者となった時、彼らがどのように反応するかに関する研究がある。ロニー・ヤノフ・ブルマンの論文によると、レイプの被害を受けた人は自分の行動や振る舞いに問題があったとしばしば自責の念に駆られるが、自分の内面的・外見的特徴に問題があったとすることは無い。一つの仮説として、そう考えた方が統制の所在をより自らの内側に取ることが出来るようになる、つまり、自分の性格や体格のせいなら事件はどうにもならなかった度合いが高いが、自分の行動が悪かったのなら事件は自分の行動次第で十分避けられたはずだった、事件は自己責任だった度合いがより高いことになるからだとする。
暴力、病気、貧困の犠牲者や同様の人々に関するこれらの研究は、観察者の公正世界仮説と犠牲者の苦しみをその人自身のせいにする傾向を一貫して支持している。その結果、公正世界仮説が広く受け入れられるようになった。

## 理論の洗練
公正世界仮説を信じていることに関する測定のその後の研究は、その信念が持つ複数の次元を同定することに焦点を当てている。この研究は、公正世界仮説と追加研究の新しい尺度の開発をもたらした。公正世界仮説の仮説的な側面には、不公正世界信念、内在的公正世界信念と究極的公正世界信念、公正への希望、そして不公正を減らす能力への信念がある。他の研究では、信念が機能する可能性のあるさまざまな領域を調べることに焦点を当てている。個人は、個人の領域、政治的領域、社会的領域などについて、それぞれ異なる公正世界仮説を持っているかもしれない。特に実りの多い違いは、自分のための（個人的な）公正世界仮説と、他人のための（一般的な）公正世界仮説である。これらの異なる信念は、健康とは異なる関連がある。

## 相関
研究者たちは、公正世界仮説の度合いを測定し、公正世界仮説への信頼の高さと低さにおける相関関係を調べた。
限られた研究が、公正世界仮説の政治的なイデオロギー的な相関関係を調べている。これらの研究により、右派の権威主義やプロテスタントの労働倫理など、公正世界仮説の社会政治的な相関が明らかになった。研究によると、公正世界仮説は宗教性の側面と関連していることがわかっている。
性別や人種などの人口統計学的な違いに関する研究では、系統的な違いは示されていないが、黒人とアフリカ系アメリカ人の公正世界仮説のレベルが最も低いことから、人種の違いが示唆されている。
公正世界仮説の尺度が開発されたことで、研究者は公正世界仮説における異文化間の違いを評価することもできるようになった。多くの研究が、公正世界仮説は異文化間でもその存在が明白であることを示している。ある研究では、12カ国の学生を対象にして公正世界仮説を検証した。この研究では、大多数の国民が無力な国では、公正世界仮説が他の国よりも弱い傾向があることがわかった。これは、公正世界仮説を支持するものである。なぜなら、無力な人々は、世界が公正で予測可能なものではないという根拠をもたらす、より個人的で社会的な経験を持っているからである。
公正世界仮説とは逆の不公平な世界を信じている場合は、自己ハンディキャップの増加、犯罪、防御的対処、怒り、将来のリスクの認識と関連している。また、不適応行動を正当化することによって、特定の個人の自己防衛的信念として機能する可能性がある。

## 現在の研究

### メンタルヘルスにおけるポジティブな効果
公正世界仮説に関する初期の研究の多くは、その否定的な社会的影響に焦点を当ていたが、他の研究では公正世界仮説は精神衛生に良いだけでなく、必要でさえあることが示唆されている。公正世界仮説は、生活満足度と幸福度を高め、抑うつ的な感情を減少させる。研究者たちは、公正世界仮説が精神衛生と関係があるかもしれない理由を積極的に探っている。その結果、公正世界仮説は、日常生活やトラウマ的出来事に伴うストレスを緩和する個人的資源または対処戦略である可能性が示唆されている。この仮説は、正しい世界を信じることは肯定的な幻想として理解できることを示している。
また、相関研究によれば、公正世界仮説は、内部での統制の所在と相関している。公正世界仮説を強く信じることは、人生の否定的な出来事を受け入れ、不満を減らすことにつながる。これは、公正世界仮説が精神衛生に影響を与える1つの方法かもしれない。他の研究では、この関係は自分に身近な領域での公正世界仮説にだけ当てはまると示唆している。その代わりに、公正世界仮説における他者への信念は、他の研究で観察された被害者の非難と軽蔑という負の社会現象と関連している。

### 国際研究
ラーナーの公正世界仮説に関する独創的な研究から40年以上が経過した今でも研究者はこの現象を研究し続けている。その研究は主に米国、ヨーロッパ、オーストラリア、そしてアジアで継続している。ドイツの研究者は、最近の研究において特に貢献している。彼らの研究の結果、ラーナーとドイツの研究者レオ・モンタダが編集した『被害者への対応と公正世界仮説』というタイトルの本が出版された。